# Salvia alba
Salvia alba là một loài thực vật có hoa trong họ Hoa môi. Loài này được J.R.I.Wood mô tả khoa học đầu tiên năm 2007.